# San Michele all'Adige
San Michele all'Adige är en ort och kommun i provinsen Trento i regionen Trentino-Sydtyrolen i Italien. Kommunen hade 3 223 invånare (2018).
Kommunen Faedo med 640 invånare 2018 uppgick den 1 januari 2020 i San Michele all'Adige.